# 台灣綠黨
台灣綠黨（英語：Green Party Taiwan，縮寫为GPT），簡称綠黨，成立於1996年1月25日，原名綠色本土清新黨，是一個公民社會開放的參政平台，鼓勵有共同政治理念、價值和目標的積極公民加入。該黨主張綠色政治，包含環境保護、生態平衡、草根民主、社會平等及世界和平。它也積極與全球綠黨和環境保護組織交流，是亞太綠色聯盟的發起團體之一，並於2010年主辦第二屆亞太綠人大會。
在選舉方面，綠黨專注於環境、勞工、性別及弱勢族群議題。它於2006年參選臺北市議員後，票數逐漸增長，在2012年立委選舉上超越新黨取得第5高政黨票，為黨史上排名最佳的紀錄。2016年，與社會民主黨組成綠黨社會民主黨聯盟，但未能進入國會。2020年獨立參選，獲得2.4%政黨票。2022年，與台聯黨聯合競選。
2023年3月，正式更名為「台灣綠黨」。
2024年3月，台灣綠黨唯一地方縣市議員新竹市議員劉崇顯退黨。至此台灣綠黨無任何公職。
現任（第23屆）台灣綠黨共同召集人為王彥涵和甘崇緯，社運部主任為李春祥。

## 歷史
- 1996年1月，「綠色本土清新黨」建黨；同年5月9日，第一次臨時黨員大會決議全名更改為「綠黨」，英文名稱為Green Party Taiwan。
- 1996年，綠黨提出「廢物利用、資源回收專案」提名國民大會代表區域候選人13人，綠黨在雲林縣的參選人高孟定當選第三屆國民大會代表，成為該黨唯一代言人。
- 1997年，高孟定接受張榮味邀請搭檔參選雲林縣副縣長，因此主動退黨。因為此時已無體制內政治代理人，與一般環保團體長期進行體制外的遊說與運動。
- 1998年，綠黨在臺北市議員選舉中於第六選區（大安、文山）派出彭渰雯，共獲得10,501（3.38%）的選票，離當選門檻（16,500，5.32%）接近。
- 2005年2月，台灣綠黨參與在日本京都的亞洲各國綠黨與綠色團體的聚會，為亞太綠人聯盟23個國家27個綠黨或環保團體。
- 2010年4月30日，台灣綠黨舉辦第二屆亞太綠人大會  ，近四百位來自世界各地綠黨黨員，針對哥本哈根氣候會議後，亞太地區如何進下一步行動進行討論。
- 2014年3月18日，綠黨為太陽花學運參與政黨之一；召集人李根政亦為330反服貿遊行活動主持人[1]。
- 2014年8月10日，綠黨前召集人潘翰聲、潘翰疆兄弟因理念不同脫離綠黨，創立樹黨[2]。
- 2014地方選舉，綠黨推出議員、里長在內的10位參選人[3]，最終分別於桃園市議會、新竹縣議會各當選一席議員，進入地方議會[4]。
- 2016立委選舉，與社會民主黨合作，成立綠黨社會民主黨聯盟參選，得政黨票308,106票（2.53%）。
- 2017年5月4日，新竹縣議會通過「新竹縣房屋稅徵收率自治條例」修正草案，降低非自住房屋稅率。綠黨議員周江和勞動黨議員高偉凱為表抗議，於法案生效日（7月1日）當天辭職。
- 2018地方選舉，綠黨當選三席議員－桃園市議員王浩宇、新竹市議員劉崇顯、新竹縣議員余筱菁。
- 2020立委選舉，獨立參選，具全國知名度的鄧惠文名列不分區第一，得政黨票341,465票（2.41%）。王浩宇退黨後加入民進黨。
- 2022地方選舉，綠黨當選一席議員－新竹市議員劉崇顯。
- 2023年3月20日，綠黨正式將全名更改為「台灣綠黨」[5]。
- 2024立委選舉，提名建黨以來最大規模的8人不分區候選人名單，全女性，包含1位跨性別女性。
- 2024年3月30日，新竹市議員劉崇顯退黨。至此台灣綠黨無任何公職。[6]

## 政治理念

### 黨綱
在台灣綠黨黨綱裡的「總則」中，第二條提到：「推動台灣社會之政治改革，秉持生態理想之主張，來建設新國家為宗旨。」

### 全球綠人憲章
台灣綠黨在1996年成立，後來全球越來越多國家出現了綠黨，因此在2001年成立了全球綠人聯盟，台灣綠黨也是最早發起的成員之一，並簽署「全球綠色憲章」，彼此建立起全球夥伴關係，並須遵守六大指導原則：
- 生態智慧
- 社會正義
- 參與式民主
- 非暴力
- 永續發展
- 尊重多樣性

### 意識形態
台灣綠黨支持保障同性婚姻的機制，開放所有成年人均有使用人工生殖的權利，安樂死合法化，主張合理開放醫療用大麻衍生制劑的合法使用，關心機車族群的路權平等，重視動物的生命權、孩童的受教權、居住權、工作權等基本人權。

### 兩岸關係
台灣綠黨主張修憲把增修條文前言「因應國家統一前」改成「因應國家現階段需要」；曾聯合德國綠黨促成台德建交請願進入公聽階段。

### 黨際關係
台灣綠黨認為當民主進步黨追求過半執政，必然會導致保守中庸的傾向，甚至還可能為了討好多數大眾而犧牲少數弱勢者的基本權益。綠黨認為，支持民進黨總統候選人是「護台抗中」的理性負責決策，然而為了保持政黨主體性，綠黨亦會推出不分區立委與民進黨競爭，以「有理念的進步力量，給予民進黨執政最嚴格的監督與指引」的形象爭取選民認同。

## 組織

### 中央執行委員會

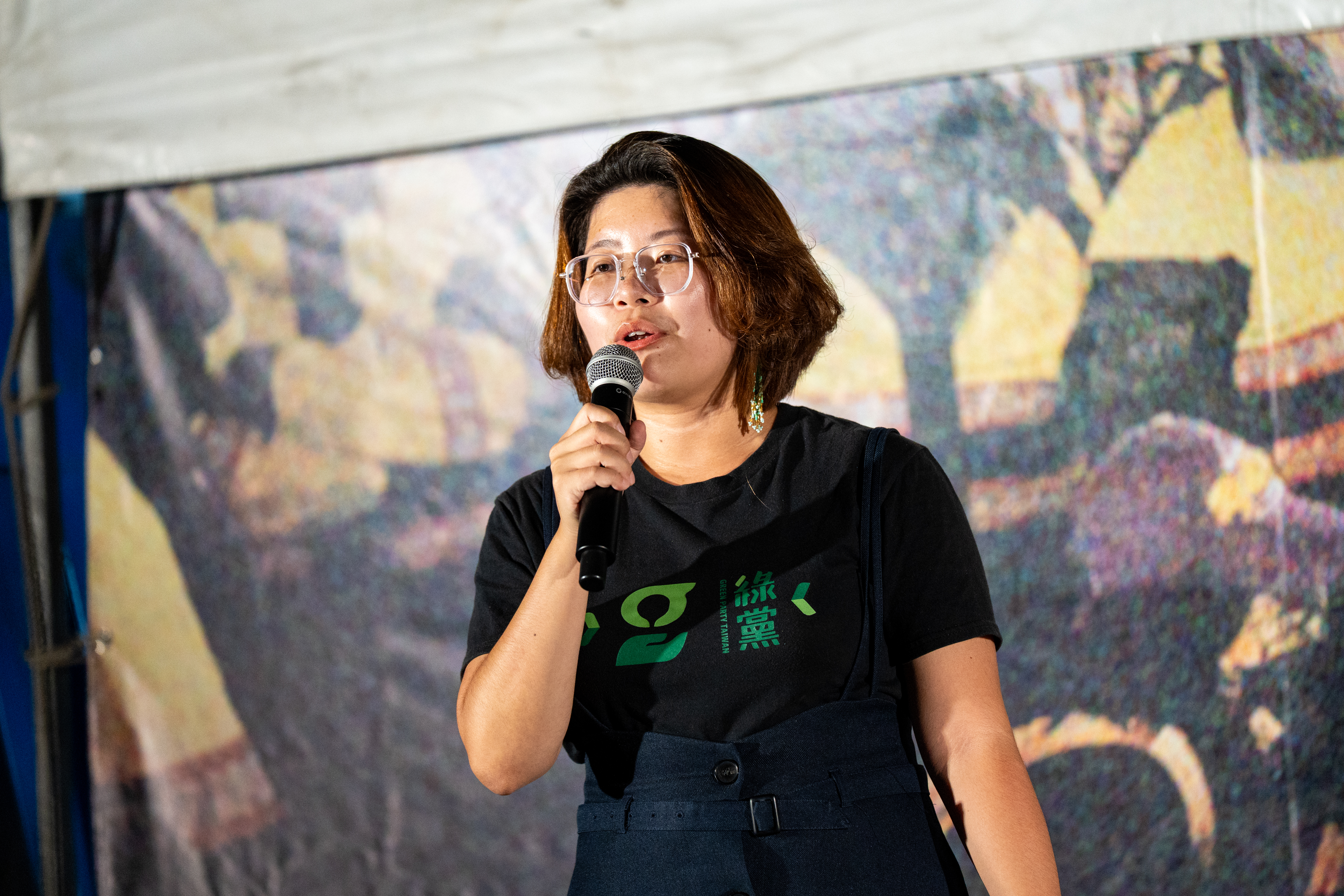
台灣綠黨共同召集人 王彥涵

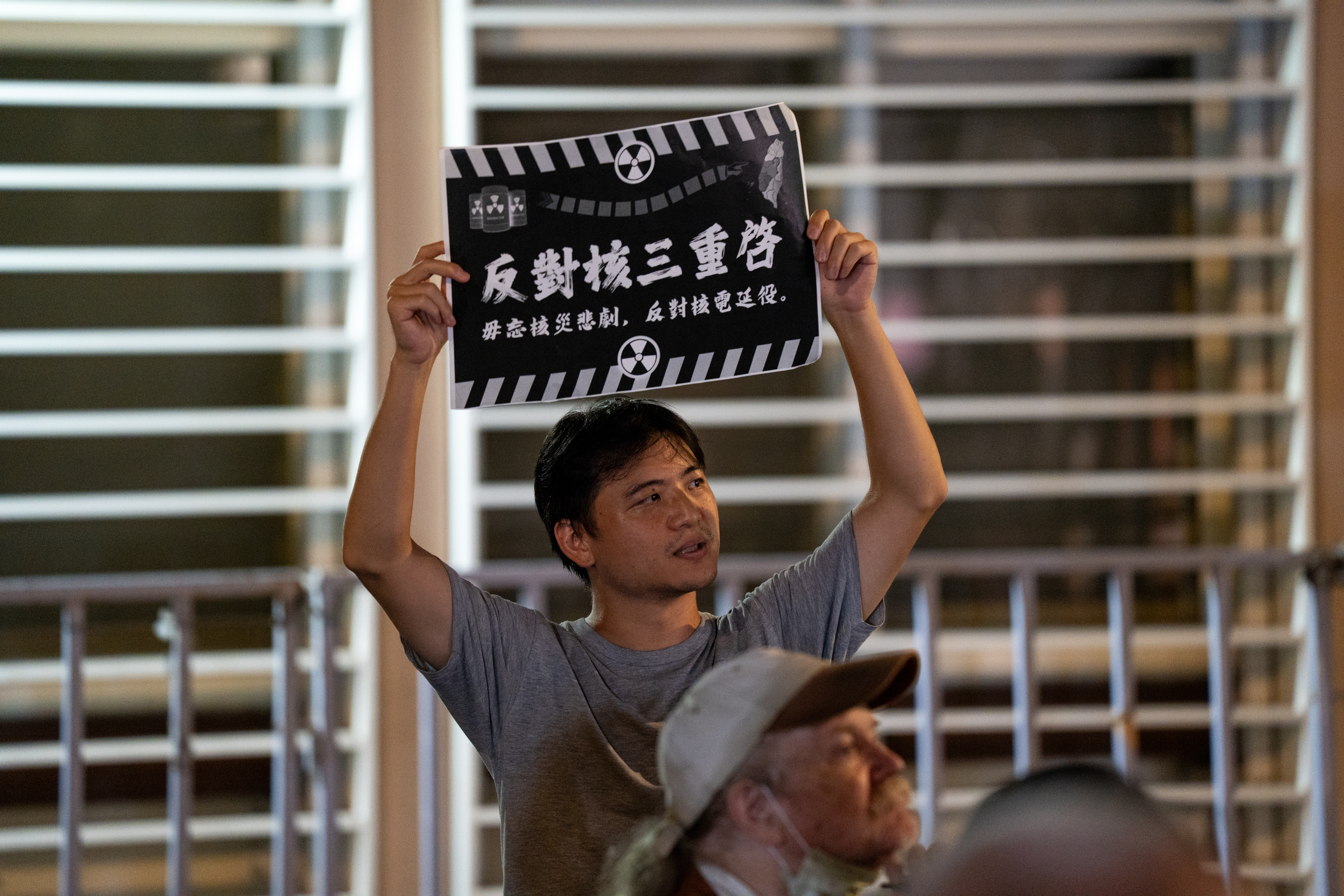
台灣綠黨共同召集人 甘崇緯

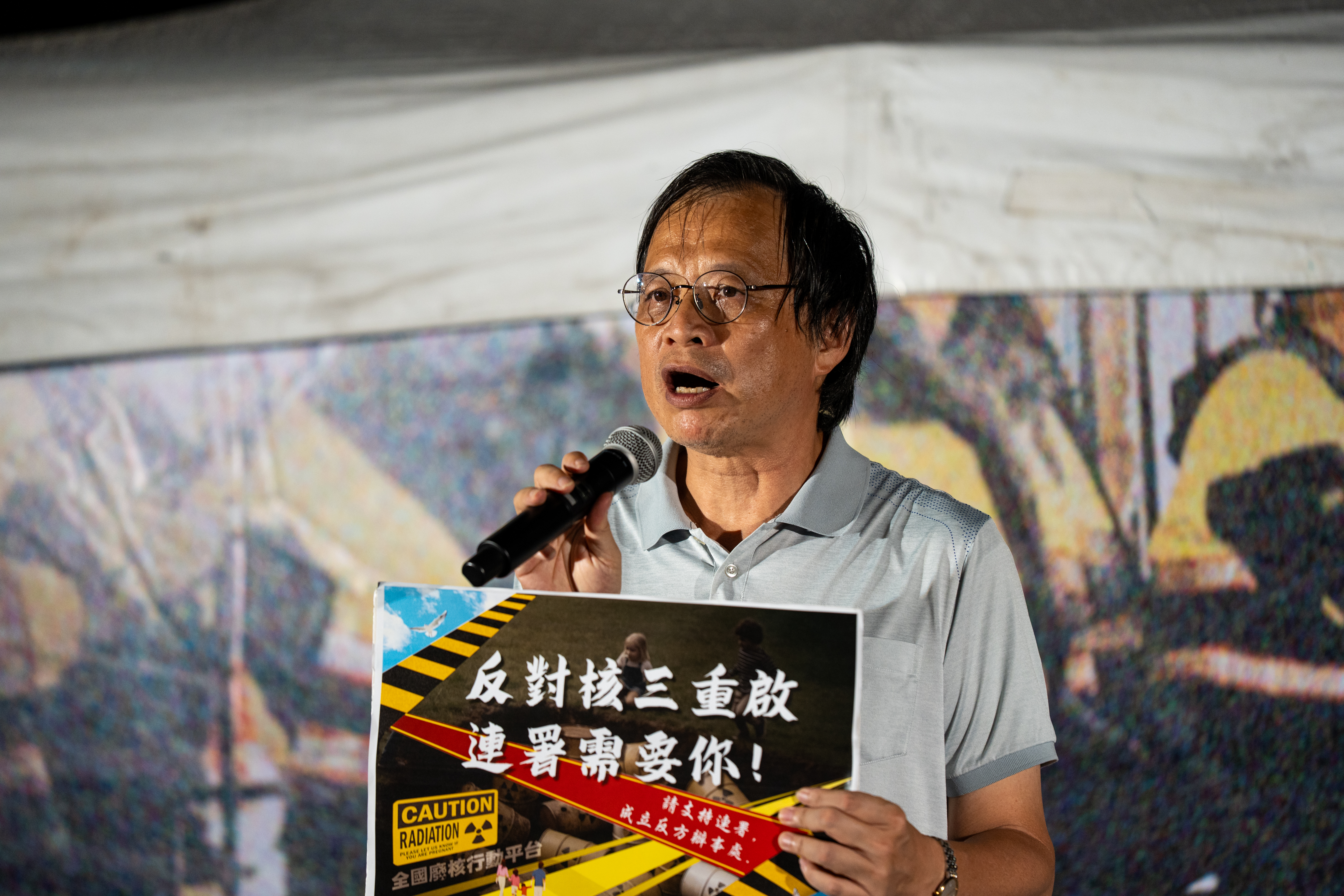
台灣綠黨社運部主任 李春祥

綠黨在中央為由全國黨員大會直接選舉產生的中央執行委員（共七名）與民選公職之當然中央執行委員（目前0席），共同組成中央執行委員會，採合議制。
- 【本屆】第二十三屆中央執行委員會（2025年4月－2027年4月）中央執行委員：
- 原住民中執委：Resin kukuy（楊勝豪）
- 青年中執委：
- 民選公職中執委：無[6]
- 黨員直選中執委：王彥涵、甘崇緯、吳律德、林俊杰、Resin kukuy（楊勝豪）、李菁琪、簡秀宸

### 召集人
召集人由中央執行委員互推產生，即為一般政黨形式上之黨主席，自2006年起改為雙召集人制（男女各一名），連選得連任一次。2023年起正式通過也可以被稱為「黨主席」。
- 【現任】第二十三屆共同召集人為王彥涵、甘崇緯。

### 中央評議委員會
- 【本屆】第二十三屆中央評議委員會（2025年4月－2027年4月）評議委員：
- 胡嘉穎（召集人）、高諗、游子昂

### 秘書處
- 【本屆】第二十三屆秘書處（2025年4月－2027年4月）：
- 社運部主任：李春祥。

### 黨部
綠黨針對黨員特別關注的議題，成立議題黨部，協助針對相關議題的運動及探討，並進而產出相關政見。現有之議題黨部包含綠色經濟黨部、網路黨部、青年黨部、勞工黨部、
綠黨對於黨員數具一定規模的地區，成立地方黨部，協助關心在地的議題及協助地方參選人。現有之地方黨部包含北北基黨部、並籌備桃園黨部、臺南黨部、高雄黨部。

### 保障多元政治參與
綠黨成立之初在黨章中即明白規定，各級黨部執行委員、評議委員，以及黨提名參與各項公職選舉之候選人，女性名額不得少於三分之一；並明定在2000年之前，進而提高至不少於二分之一，開國內各政黨大幅度保障女性黨員政治參與的先河。2006年黨員大會，通過修改為任一性別名額不得少於三分之一，並改為雙召集人（男女各一）制。

## 與其他政黨的關係

### 民主進步黨
根據全球綠黨憲章的住民自決原則，台灣綠黨主張台灣的命運只能台灣人決定，因此常被歸類於泛綠陣營。對於民主進步黨在弱勢的勞權、高漲的地產、過量的國土開發有很多批評。

### 時代力量
因與時代力量皆為社會運動起家誕生的政黨，因多數支持者重疊。在王浩宇在綠黨時期，綠黨因王浩宇在本黨影響力以及個人對特定性政治人物的傾向性而對時代力量質變有強烈批判。但王浩宇離開綠黨後，綠黨對時代力量的批判降低，但對時代力量還是負評居多。
2024年青鳥運動經過經濟民主連合協助下，開始與時代力量友好。

### 選舉結盟
- 2008年中華民國立法委員選舉與人民火大行動聯盟合組「紅綠聯盟」參選，以綠黨名義登記。
- 2016年中華民國立法委員選舉與社會民主黨共組「綠黨社會民主黨聯盟」，雙方候選人皆以該政黨參選，取得政黨票308,106票（2.5275%）。[12][13]綠社二黨在立法委員選舉後，將朝二黨合併為一個黨的方向進行。[14]
- 2018年中華民國地方公職人員選舉與社會民主黨、樹黨、基進黨合作，組成「無限可能大聯盟」[15][16][17]，不在同一選區中競選。綠黨與樹黨於新竹縣與新竹市成立「綠樹雙聯盟」，喊出「綠樹雙聯盟、新竹超實力」的口號。[18][19][20]
- 2022年中華民國地方公職人員選舉與台灣團結聯盟合作，進行聯合競選並出版共同政見文宣。[21][22][23][24]。
- 2024年中華民國立法委員選舉與小民參政歐巴桑聯盟、台灣基進共同召開一級貧黨聯合記者會。
- 預計2026年小黨聯盟：台灣綠黨、時代力量、小民參政歐巴桑聯盟、台灣基進。[25]

## 參選狀況

### 地方選舉
- 綠黨從1996年創黨後，多次挑戰各地縣市議員以及縣市長地方選舉，環保訴求的政治理念逐漸受到認同，得票數已經明顯提升。
- 2010年五都選舉中，綠黨推出臺北市、新北市議員參選人共5人，雖然無人當選，但參選地區得票率成長至2.4%，其中4人能拿回保證金。
- 2014年地方公職選舉，成功當選2席議員，綠黨重回公職職位，其中中壢區議員參選人王浩宇以16269票（得票率9.06%）刷新綠黨於地方選舉的得票紀錄並當選（後又於2018年市議員選舉，微幅增加23票取得16292票）。
- 2018年地方公職選舉，綠黨獲得3席縣市議員，於桃園市、新竹縣、新竹市皆取得席次；另外陳冠宇當選新竹縣竹北市民代表。
- 2022年地方公職選舉，選舉策略上與台聯黨結盟聯合競選，綠黨派出5位議員候選人，及2位市民代表候選人，但在整體選舉小黨普遍衰退的狀況下，綠黨僅劉崇顯連任新竹市議員。[26][27]

### 中央選舉
- 綠黨於1996年國民大會代表選舉中當選1席。
- 2012年立委選舉超越新黨取得第五高政黨票，為黨史上排名最佳的紀錄。
- 2016年中華民國立法委員選舉，與社會民主黨組成「綠黨社會民主黨聯盟」，區域及不分區立委候選人得票皆有所增長，政黨票獲308,106票（2.53%），並取得下屆不分區立委逕提名權，但仍未成功前進國會。
- 2020年中華民國立法委員選舉，推出具全國知名度的鄧惠文醫師，政黨票獲341,465票（2.4115%），票數略增加，為該年第七大黨，但因為綠黨未能取得任何國會議席，王浩宇宣布退出綠黨以示負責。但2020年2月13日，王浩宇正式成為民主進步黨黨員。[28]
- 2024年中華民國立法委員選舉，綠黨以8位全女性不分區候選人名單（包含1位跨性別女性）挑戰政黨票過5%當選2席，並表明會以一年一任的方式，讓8位候選人皆會當選立委，而原立委將會留任於立委助理團隊。區域立委部分推出1位前新竹縣議員，以本身身障的身分，提出許多相關政見，挑戰新竹縣第一選區。[29][30][31]政黨票獲117,298票（0.8514%），未能在國會取得席次。

## 爭議

### 被質疑與組黨初衷不同
2019年，綠黨透過針砭時事、砲轟時任高雄市市長韓國瑜、引起或參與爭議事件的討論，連帶提升了媒體上的曝光度，同時令不少人質疑綠黨變成了民主進步黨的側翼。而王浩宇選後證實綠黨的路線是持續堅持「護台抗中」的路線，即先讓民進黨守住這個國家，讓韓國瑜當選的可能歸零，再來談綠黨的政黨票；並期待綠黨的夥伴能更清晰及堅持「護台抗中」的路線，相信總有一天綠黨會獲選民肯定。綠黨在臉書回應指選擇堅定的「抗韓」、守護民主與各國綠黨合作拓展台灣的國際空間讓綠黨得到台派支持者肯定，表示綠黨的前輩過去堅持社運優先的立場，在兩岸、統獨立場上保持中立的立場已無法獲得社會認同，而現在綠黨黨中央選擇面對問題，調整政黨路線，因此24年來第一次在台派團體的推薦數量上跟民主進步黨及台灣基進並列，改以透過進步價值及「抗中護台」路線爭取支持。時任綠黨籍桃園市議員王浩宇稱綠黨過去10年堅持關懷環保、勞工與人權路線，迴避統獨議題，不在總統選舉表態，但是台灣選舉終究是「統獨對決」、「對抗國民黨權威體制」，因而總是到選前就被棄保，綠黨不再是社會運動團體，而是有影響力的政黨。

### 黨公職被指與民眾黨討論負面選舉操盤
2020年3月11日，2020大選後退出綠黨的時任桃園市議員王浩宇在臉書爆料民眾黨中央委員張益贍曾被指派和時為綠黨幹部的王浩宇談合作，目的要拉下時代力量時任立法委員黃國昌，並貼出LINE截圖以及照片做為佐證。同天晚上，綠黨則稱從末與台灣民眾黨針對任何選舉策略作正式討論與協商，強調綠黨充分尊重及不會干涉政治工作者彼此之間非正式見面、聚餐與閒聊等交流之行為，並要求台灣民眾黨黨主席柯文哲公開回應事件。

### 疑因黨內鬥爭移除黨公職管理權限
2020年9月20日凌晨時分，2020大選後退出綠黨、並於2020年2月加入民主進步黨的桃園市議員王浩宇於臉書表示，在今年1月10日晚上完成最後一個選舉行程回到家時，突然收到一封「你已經被移除在綠黨擔任的角色」的通知，在綠黨的官方e-mail、Facebook管理權限被拔除，但事前完全沒有經過任何溝通，投票日前8分鐘的這封信，讓他感到錯愕又納悶。王求證後發現是綠黨內部某些認為綠黨會突破3%的黨員為爭奪未來綠黨的主導權跟補助款，發起政治鬥爭、排除支持他的派系，未來才能把黨權跟補助款握在手裡，4年幾千萬補助款太有吸引力。雖然後來對方立刻道歉、坦承疏失，但王浩宇無法接受綠黨還沒有突破門檻就開始內鬥，因此決定無論綠黨是否突破3%都會選擇離開，而綠黨最主要的金主、長期協助的長輩也在得知後暴怒，決定撤除所有支持。他表示從加入綠黨到離開，一直都是以綠黨的最大利益思考，沒有做過出賣綠黨權益的事，當初也下定決心就算破產也要繼續撐下去，而民進黨曾推薦他入黨超過百次、拿出更好的位置，但都不曾想過要離開綠黨，至於最後離開就是個意外。
綠黨時任共同召集人余筱菁及劉崇顯於同日下午透過綠黨臉書專頁發表聲明，表示綠黨官方臉書粉絲專頁為本黨對外核心宣傳管道，擁有管理權限者為秘書長與小編，僅於選戰期間開放權限予黨公職，並於選舉宣傳相關貼文排程皆完成後將權限移除，並表示對於選擇離開綠黨加入他黨的每一位夥伴皆表達祝福從未口出惡言，亦代表綠黨感謝所有一起努力過的人及祝福離開的人有好的發展，並指對於王浩宇議員對於綠黨之功與過，社會自有公評。綠黨副秘書長李菁琪則不同意鬥爭說法，直言「請問移除小編權限叫什麼鬥？他自己開票結果看一看不妙就自己召告天下書面宣布退黨。這叫鬥？他選前各種不經查證用綠黨粉專發文四處戰環團夥伴我們哪次公開說過什麼？笑死人，以為媒體聲量高就可以這樣抹屎？信義威秀潑屎哥都沒他厲害。不要在新歡那邊討不了好就回頭打前女友給大家看以表忠心，實在噁心。」，亦表示自己當時也是候選人，被移除權限的也不只他一人，自己當時亦被移除小編權限，認為王的圖片只能說明他本來有權限後來沒有，跟他宣稱被鬥走的證據沒有關聯。

## 外部連結
- 台灣綠黨的Facebook專頁
- 台灣綠黨 （页面存档备份，存于）
- 綠黨電子報 （页面存档备份，存于）
- YouTube上的台灣綠黨頻道